# 卡迪亚·萨瓦滴蓬
卡迪亞·萨瓦滴蓬（1951年6月2日—2010年5月17日）是泰國反獨裁民主聯盟（即紅衫軍）的領袖及軍師。在2010年曼谷的示威活動中，他策劃了武力對抗當局，因此泰国总理阿披實·威差奇瓦已将卡迪亞定性为恐怖分子。
卡迪亞在2010年5月13日被狙击手命中头部，5月17日在醫院确认不治。
卡迪亞生前曾出版泰文书籍。